# Yaracal
Yaracal – miasto w Wenezueli, w stanie Falcón, siedziba gminy Cacique Manaure.
Według danych szacunkowych na rok 2011 liczyło 9 758 mieszkańców.